# Grästorp (đô thị)
Đô thị Grästorp (Grästorps kommun) là một đô thị ở hạt Västra Götaland phía tây Thụy Điển. Thủ phủ là thị xã Grästorp.
Đô thị Grästorp nằm ở giữa hạt Västra Götaland, bên bờ hồ Vänern.
Năm 1900, làng Grästorp đã được tách khỏi Tengene và lập thành một thị xã (köping). Cuộc cải cách chính quyền địa phương năm 1952 đã sáp nhập nó với các đô thị xung quanh (trong đó có Tengene). Cuộc cải cách năm 1971 lập đô thị Grästorps nhưng không thay đổi ranh giới.

## Các khu dân cư
Thủ phủ Grästorp (dân số 3.000) là khu vực đô thị duy nhất với hơn 200 dân ở đô thị này.